# Droopy
Droopy este un personaj de desene animate creat de Tex Avery pentru studioul "Metro-Goldwyn Mayer". Droopy este un câine mic și alb, care este plictisit de viața sa. E mereu bosumflat și mohorât. Acesta și-a făcut debutul în desenul "Dumb-Hounded". În primele sale desene, numele lui nu a fost folosit până în al cincilea desen al său, "Señor Droopy". Droopy are mulți dușmani, printre care câinele Spike, lupul cel rău, McWolf, și un alt lup care e mereu calm, vorbește cu accent confederat și are maniere ale sudului S.U.A. (vocea fiindu-i interpretată de Daws Bulter, care mai târziu a interpretat vocea lui Huckleberry Hound).

## Filmografie
| #   | Film                      | Regizor (i)            | Producător(i)                                        | Data în care a fost realizat     | Note                                                                                              |
| --- | ------------------------- | ---------------------- | ---------------------------------------------------- | -------------------------------- | ------------------------------------------------------------------------------------------------- |
| 001 | Dumb-Hounded              | Tex Avery              | Fred Quimby                                          | 20 martie 1943                   | Primele apariții ale lui Droopy și McWolf.                                                        |
| 002 | Red Hot Riding Hood       | Tex Avery              | Fred Quimby                                          | 8 mai 1943                       | Prima apariție a lui Red/ domnișoarei Vavoom.                                                     |
| 003 | The Shooting Of Dan McGoo | Tex Avery              | Fred Quimby                                          | 3 martie 1945                    |                                                                                                   |
| 004 | Wild and Woolfy           | Tex Avery              | Fred Quimby                                          | 3 noiembrie 1945                 |                                                                                                   |
| 005 | Northwest Hounded Police  | Tex Avery              | Fred Quimby                                          | 13 august 1946                   |                                                                                                   |
| 006 | Señor Droopy              | Tex Avery              | Fred Quimby                                          | 9 aprilie 1949                   | Primul desen în care numele de "Droopy" este folosit                                              |
| 007 | Wags to Riches            | Tex Avery              | Fred Quimby                                          | 13 august 1949                   | Prima apariție a lui Spike                                                                        |
| 008 | Out-Foxed                 | Tex Avery              | Fred Quimby                                          | 12 octombrie 1949                |                                                                                                   |
| 009 | The Chump Champ           | Tex Avery              | Fred Quimby                                          | 4 noiembrie 1950                 |                                                                                                   |
| 010 | Daredevil Droopy          | Tex Avery              | Fred Quimby                                          | 31 martie 1951                   |                                                                                                   |
| 011 | Droopy's Good Deed        | Tex Avery              | Fred Quimby                                          | 5 mai 1951                       |                                                                                                   |
| 012 | Droopy's Double Trouble   | Tex Avery              | Fred Quimby                                          | 17 noiembrie 1951                | Prima și singura apariție a fratelui geamăn al lui Droopy, Drippy.                                |
| 013 | Caballero Droopy          | Dick Lundy             | Fred Quimby                                          | 27 septembrie 1952               |                                                                                                   |
| 014 | The Three Little Pups     | Tex Avery              | Fred Quimby                                          | 26 Decembrie 1953                | Prima apariție a lupului calm                                                                     |
| 015 | Drag-a-Long Droopy        | Tex Avery              | Fred Quimby                                          | 20 februarie 1954                |                                                                                                   |
| 016 | Homesteader Droopy        | Tex Avery              | Fred Quimby                                          | 10 iulie 1954                    |                                                                                                   |
| 017 | Dixieland Droopy          | Tex Avery              | Fred Quimby                                          | 4 decembrie 1954                 |                                                                                                   |
| 018 | Deputy Droopy             | Tex Avery, Michael Lah | Fred Quimby                                          | 28 octombrie 1955                |                                                                                                   |
| 019 | Millionaire Droopy        | Tex Avery              | William Hanna, Joseph Barbera                        | 21 septembrie 1956               | Refacere a celor de la CinemaScope a lui Wags to Riches                                           |
| 020 | Grin and Share It         | Michael Lah            | William Hanna, Joseph Barbera                        | 17 mai 1957                      | Primul desen "CinemaScope" nou al seriei.                                                         |
| 021 | Blackboard Jumble         | Michael Lah            | William Hanna, Joseph Barbera                        | 4 octombrie 1957                 | În CinemaScope                                                                                    |
| 022 | One Droopy Knight         | Michael Lah            | William Hanna, Joseph Barbera                        | 6 decembrie 1957                 | - În CinemaScope - Nominalizat la "Premiul Oscar pentru scurtmetraje, categoria: desene animate". |
| 023 | Sheep Wrecked             | Michael Lah            | William Hanna, Joseph Barbera                        | 7 februarie 1958                 | - În CinemaScope - Ultima apariție a lui McWolf                                                   |
| 024 | Mutts About Racing        | Michael Lah            | William Hanna, Joseph Barbera                        | 4 aprilie 1958                   | În CinemaScope                                                                                    |
| 025 | Droopy Leprechaun         | Michael Lah            | William Hanna, Joseph Barbera                        | 4 iulie 1958                     | - Ultimele apariții ale lui Droopy și Butch. - În CinemaScope                                     |
| 026 | Droopy, Maestrul Detectiv | Joseph Barbera         | Joseph Barbera, Don Jurwich, Larry Huber, Kay Wright | 11 septembrie – 4 decembrie 1993 | Serial animat scurt cu multe parodii                                                              |